# Abeja (Teruel)
Abeja es un despoblado medieval de la actual provincia de Teruel del que se desconoce su localización exacta pero que debió estar por los términos de Aliaga, Castellote o sus alrededores.

## Geografía, toponimia e identificación
El topónimo "Abeja" fue recurrente en la Corona de Aragón. Ha habido diferentes núcleos de población con este nombre y a diferentes escalas (masías, aldeas, pueblos, etcétera). En algún caso pueden remontarse al antroponimo de un propietario y no necesariamente al insecto productor de miel. De acuerdo con el análisis lógico de los textos medievales en latín en el sur y sudeste de Aragón, ha habido diferentes "Abejas", por ejemplo   hubo una en los alrededores de Albentosa que se especula que pudo ser el actual "Abejuela".
Hay una curiosa mención a un topónimo Abeja en 1194 cuando Alfonso II el Casto cede Villarluengo a la Orden del Hospital del Santo Redentor para que lo pueble y la nombra "de Olocau". Quizás no corresponda a la Abeja que  había cercano a Aliaga, de la misma manera que la mención de Atorela no guarda relación con la Atorella de cerca de Mosqueruela.

Sie coneguda cosa a tots, com io en Anffons, per gracia de Deu, rey d'Aragó, comte de Barcelona e marches de Provinça, vuyl e man e do e atorch per amor de Deu e per la mia anima e dels meus, un loch desert nomenat Vilar Lonch a honor de Deu e de Sent Redemptor a tu frare Gasco. E do termens a Vilarchonch per poblar Abela de Olocau sus la torre de la Cuba, la Cugulata, los pinos de Atorela [la Torreta?] axi com aquella serra Tayllada e ix a aquel Castel de Cit, la Canada de Benadanduz dins stant ab sos termens e de Pitarp ença, en Noxet dins estan e hix a Font de Penela del bado de Axulp e hix a Turrella e al tornar entro que torna a Abella

Respecto a la Abeja cerca de Aliaga, Antonio Ubieto Arteta  tiene conocimiento de una mención en 1118 como Apelia (latinizada) y de otra en 1164 como Abella (con fonética aragonesa). De acuerdo con un texto de 1197 del AHN mencionado por Antonio Ubieto Arteta debía de estar situada entre los términos de Castellote, Bordón o Saganta. Una hipótesis reciente localiza la Abeja de los documentos relativos a Aliaga en una zona del término de Galve donde se encuentran unos cuantos topónimos actuales con Abeja: Abeja, Camino de la Abeja, Cañabeja/Caña Abeja, Paso de la Abeja, Umbría Abeja, Mas de la Abeja, Cabezo de la Abeja, Borde de la Red de la Abeja (este amando de Aguilar de Alfambra).

## Historia
Hay un documento de 1163 en el que Sancho de Tarazona da a la Orden del Hospital el castillo y villa de Aliaga y también:

et Vidare et Abella, et Xiar, Sancta et Sanctella, et les coves del Rocin et Campos et totam ereditatem ab integro quam abeo in Exeia

En 1118 Alfonso el Batalladot otorgó Abeja, entre otros pueblos, a Lop Juans de Tarazona.
Dependió de la encomienda hospitalaria de Calatayud.
- Datos: Q13048307